# Brzustowiec
Brzustowiec is een plaats in het Poolse district  Opoczyński, woiwodschap Łódź. De plaats maakt deel uit van de gemeente Drzewica en telt 802 inwoners.